# Нафталі

Символ племені Нафталі

Нафталі (Нефталим, івр. נַפְתָּלִי — мій спір, боротьба) — згідно з Книгою Буття, один з дванадцяти синів патріарха Якова. Був шостим сином Якова, та другим від Білги — служанки його другої дружини Рахилі (Бут. 30:8). Родоначальник покоління Нефталімового утворившого плем'я Нефталімове народу Ізраїля.
Яків, благословляючи Нафталі та його коліно сказав «Нафталі — лань бистронога, що родить гарні оленята.» (Бут. 49:21).

## Нащадки Нафталі
Патріарх Яків із своїм родом перебував у Ханаані аж до переселення у Єгипет в провінцію Гасем. У Єгипті вийшло від синів Якова 12 колін (племен) народу ізраїльського. Разом з Нафталі до Єгипту прибули також і його сини: Яхцел, Гуні, Єцер і Шіллем. (Бут. 46:24). Нащадки Дана у Єгипті утворили плем'я Нафталі, яке при виході євреїв з Єгипту склало 53400 дорослих, чоловіків здатних носити зброю (Чис. 1:43). Перед переходом через Йордан їх кількість зменшилась до 45 400 осіб (Чис. 26:50). Мойсей благословляючи перед смертю плем'я Нафталі сказав: «Нафталі ласкою ситий, сповнений Господнього благословення; півднем і заходом хай заволодіє».
Після завоювання Землі Обітованої, плем'я Нафталі зайняло найпівнічнішу її частину. При нападі ассирійців воно першим зробилося їх жертвою (1 Цар. 15:20). Територія племені приєднана до Асирії у 733 році до н. е., а сам народ племені вигнаний (2 Цар. 15:29). З цього племені походить Товит.